# Archerfield Airport

i7
i11
i13
Archerfield Airport (ICAO-Code: YBAF) ist ein kleinerer Flughafen, der ungefähr 12 km südwestlich von Brisbane, Queensland, Australien liegt.

## Geschichte
Captain Lester Brain, Fluglehrer der Qantas Airways, landete auf 1927 mit seiner De Havilland DH.61 iant Moth auf dem Gelände des späteren Flugfeldes, um dessen Eignung als Flugplatz zu prüfen. Im Ergebnis einer Bürgerbefragung wurde 1929 ein Teil des Gebietes für Handel und Gewerbe mit Gefahrstoffen ausgewiesen. Um ihn von den umliegenden Wohngebieten und landwirtschaftlichen Betrieben abzugrenzen, erhielt dieser Teil den Namen Archerfield.
1930 wurden Hangars errichtet und Qantas verlegte ihre Basis von Eagle Farm nach Archerfield. Auch Ansett Australia und Trans Australia Airlines benutzten in den 1930er Jahren den Platz. Der Royal Queensland Aero Club zog 1931 ebenfalls von Eagle Farm nach Archerfield.
Der Tower und viele Gebäude wurden in dieser Zeit, als Archerfield der Hauptflugplatz in Brisbane war, gebaut.

### Militärische Nutzung
Während des Zweiten Weltkrieges war Archerfield Stützpunkt der Royal Australian Air Force, United States Army Air Forces (USAAF), Royal Netherlands Air Force und der Royal Navy Fleet Air Arm. Die Luftwaffenbasis RAAF Station Archerfield bestand bis 1956.

### Nachkriegsjahre
Nach dem Krieg verlegten Ansett Australia und Trans Australia Airlines ihre Aktivitäten zum Eagle Farm Airport. Die Ausstattung erlaubte eine weitere Nutzung als Ausweichplatz und für die allgemeine Luftfahrt.

## Zwischenfälle
- Am 27. März 1943 fiel an einer Douglas DC-3/C-47-DL der Royal Australian Air Force (RAAF) (Luftfahrzeugkennzeichen A65-2) beim Start vom Flugplatz Brisbane-Archerfield ein Triebwerk aus. Beim Versuch der Piloten, Höhe zu gewinnen, kam es zum Strömungsabriss und Absturz. Alle 23 Insassen, vier Besatzungsmitglieder und 19 Passagiere, kamen ums Leben.[1]